# Komisja Rabiniczna ds. cmentarzy
Komisja Rabiniczna ds. cmentarzy – specjalna komisja działająca przy Biurze Naczelnego Rabina Polski, której zadaniem jest sprawowanie nadzoru nad cmentarzami żydowskimi oraz grobami żydowskich ofiar Zagłady, a także żydowskich pochówkami znajdującymi się poza granicami cmentarzy na terenie Polski. 
Początkowo, od 2002 roku, Komisja funkcjonowała jako ciało doradcze przy Fundacji Ochrony Dziedzictwa Żydowskiego w Polsce. Obecnie Komisja Rabiniczna działa w ramach Związku Gmin Wyznaniowych Żydowskich RP. Przedmiotem zainteresowania Komisji jest ochrona cmentarzy w ich historycznych (czyli przedwojennych) granicach oraz zabezpieczanie nieoznaczonych grobów masowych i miejsc pochówku. 
Komisja działa zgodnie z wytycznymi prawa żydowskiego (halachy), które kładzie nacisk na ochronę szczątków ludzkich złożonych na cmentarzu lub poza nim bez względu na to, czy szczątki te pozostają w układzie anatomicznym czy przemieszane są z warstwami ziemi. Oznacza to konieczność zabezpieczenia kości przed naruszeniem, ponieważ tradycja żydowska zakazuje ekshumacji oraz ingerowania w strukturę ziemi w miejscach złożenia szczątków. W związku z tym, w pracach Komisji istotne jest ustalenie dokładnych granic cmentarzy i grobów, aby zapewnić im ochronę. Działając zgodnie z prawem żydowskim, Komisja stosuje tylko nieinwazyjne metody badań. W celu odtworzenia historycznych granic cmentarza czy rozpoznania jego strefy grzebalnej, a także w badaniu nieoznaczonych grobów ofiar Zagłady pracownicy Komisji posługują się takimi narzędziami, jak: synchronizacja przedwojennych map, synchronizacja zdjęć lotniczych z okresu II wojny światowej, badania georadarowe. Badania archeologiczne dopuszcza się tylko w przypadkach wyjątkowych, w trybie konsultacji z Komisją i pod nadzorem rabinicznym delegowanego pracownika Komisji. Komisja przygotowuje także wytyczne dla osób prowadzących prace na cmentarzach żydowskich.